# Једне летње ноћи
Једне летње ноћи је српска телевизијска серија која је снимана 2014. у продукцији Кошутњак филма по мотивима романа То је било једне ноћи на Јадрану Милице Јаковљевић у режији Ивана Стефановића.
Серија је премијерно емитована 2015. године на Првој српској телевизији.

## Радња
Две сестре Кринка и Лола из Београда су две потпуно различите особе. Живе са родитељима али они чувају велику тајну која се тиче Кринке. Када мајка одлучи да Кринки открије тајну њеног порекла избије конфликт и отац одлучи да не иде са њима на море. Тако да три даме одлазе саме на одмор. У Венецији девојке упознају мистериозног Далматинца Дубравка који им се обема свиди само што Кринка то потискује а Лола отворено прича о томе. Када девојке оду на Раб упознају Жарка финог и љубазног човека из Баната који има девојчицу Милицу. Упознају и Влатка студента из Загреба њему се одмах допадне Лола али она није заинтересована. Заплет почиње када на Раб стигне и Дубравко тада Кринка коначно попушта и признаје да јој се Дубравко допада. Када схвати да се и она њему допада њих двоје отпочињу романсу али постоји један проблем Дубравков отац има исти медаљон као Кринка. То би онда значило да су Дубравко и Кринка брат и сестра по оцу. Али када се девојке врате у Београд чека их тужна вест да им је отац умро. Али се за Лолу јавља нови разлог за радост Жарко јој је послао писмо у коме је проси. Она се убрзо удаје и сели у Банат. А у Кринкином животу се појављује њена биолошка мајка Марија. Која јој саопштава вест да су Дубравко и она можда брат и сестра. Кринка то јако тешко подноси и постаје све депресивнија. Када јој Марија једног дана доведе Дубравка Кринка добија нервни слом. Дубравко контактира оца и моли га да му открије и разреши мистерију. Али Кринка не може да поднесе неизвесност и одлази. И када се коначно сазна истина Кринка није ту да је чује.

## Улоге
| Глумац             | Улога              |
| ------------------ | ------------------ |
| Ваја Дујовић       | Кринка Бранковић   |
| Бојан Перић        | Дубравко Маројевић |
| Милена Радуловић   | Лола Бранковић     |
| Ивана Дудић        | Споменка           |
| Зоран Цвијановић   | Милан Бранковић    |
| Тијана Чуровић     | Марија Јаковљевић  |
| Мина Лазаревић     | Анђа Бранковић     |
| Игор Ђорђевић      | Жарко Гавриловић   |
| Иван Заблаћански   | Влатко             |
| Владан Дујовић     | Настојник          |
| Милена Васић       | Настојникова жена  |
| Јелисавета Караџић | Настојникова кћи   |
| Душан Матејић      | Настојников син    |
| Марија Андрић      | Кума               |
| Љубомир Булајић    | Петар              |
| Нађа Стјепановић   | Девојчица Милица   |
| Игор Радовић       | Капетан брода      |
| Соња Живановић     | Мађарица           |
| Исидора Јанковић   | Ержебет "Ержи"     |
| Моника Ромић       | Госпођа Зупанчић   |
| Немања Стаматовић  | Далматинац         |
| Ивана Кнежевић     | Споменкина мајка   |
| Огњен Миликић      | Јанко              |
| Мина Обрадовић     | Марија у младости  |
| Немања Стаматовић  | Иво у младости     |
| Франо Ласић        | Иво Маројевић      |

## Међународна емитовања
| Земља      | ТВ канал               | Премијера серије | Крај серије      |
| ---------- | ---------------------- | ---------------- | ---------------- |
| Србија     | Прва српска телевизија | 25. март 2015.   | 17. јун 2015.    |
| БиХ РС     | БН                     | 25. март 2015.   | 14. јун 2015.    |
| Хрватска   | ХРТ 1                  | -                | -                |
| Македонија | Сител телевизија       | 20. август 2016. | 1. октобар 2016. |